# Моль зерновая
Моль зерновая, или моль хлебная, или моль ячменная, или амбарная зерновая моль (лат. Sitotroga cerealella) — бабочка из семейства выемчатокрылых молей.

## Описание
Похожа на комнатную моль; буроватого цвета, голова белая, размах крыльев 10-16 мм. Передние крылья узкие, с острыми вершинами, от серовато-жёлтого до соломенно-жёлтого цвета с примесью коричневых чешуек. Задние крылья узкие с острыми вершинами, серебристо-серые. Бахрома передних и задних крыльев широкая. Яйцо размером 0,5 миллиметра, овальное, свежеотложенное — белое, в дальнейшем — жёлтое. Гусеница, которая только появилась, красноватая, а завершившая развитие — белая или жёлтая, ноги слабо развиты, длина тела до 6 мм. Куколка — 6—6,5 мм, жёлтая, конец брюшка с тремя тупыми шипиками и редкими тонкими волосками.

## Распространение
Моль зерновая распространена во всей Европе, а также в Австралии, Бенине, Бразилии, Китае, Индонезии, Японии, Самоа и Соединенных Штатах.

## Питание
Гусеницы питаются зёрнами риса (Oryza sativa), Pennisetum glaucum, дурры (Sorghum bicolor), пшеницы (Triticum) и кукурузы (Zea mays).
Гусеницы погибают как от высоких, так и от низких температур. Прогревание зерна до 60° C убивает яйца через 5 мин, а гусениц через 60—90 мин. Низкие температуры действуют медленнее: охлаждение зерна до температуры ниже −10° C обеззараживает его в течение двух—трёх суток. Основное значение имеют профилактические мероприятия: очистка и химическая дезинсекция складов перед загрузкой.
Численность зерновой моли и её вредоносность существенно снижают хищники и паразиты. Энтомофаги зерновой моли: клещ Pyemotes ventricosus, жук Laemophloeus testaceus, трихограмма Trichogramma, Habrocytus cerealella и птеромалюс Pteromalus gelechiae.

## Синонимы
- Alucita cerealella Olivier, 1789
- Aristotelia ochrescens Meyrick in Caradja & Meyrick, 1938
- Epithectis palearis Meyrick, 1913
- Gelechia arctella Walker, 1864
- Gelechia melanarthra Lower, 1900
- Syngenomictis aenictopa Meyrick, 1927
- Tinea hordei Kirby & Spence, 1815